# Alima
L'Alima è un fiume della Repubblica del Congo. Ha una lunghezza di circa 500 km.

## Caratteristiche
È un affluente destro del fiume Congo. Nasce dall'altopiano degli Achikouya per confluire nel fiume Congo, a sud-ovest di Lukolela. È navigabile per circa 320 km, e bagna le città di Okoyo, Boundji e Oyo lungo il suo corso.